# 32531 Ulrikababiaková
32531 Ulrikababiaková (designação provisória: 2001 PG13) é um asteroide da cintura principal. Possui uma excentricidade de 0.14974630 e uma inclinação de 12.26074º.
Este asteroide foi descoberto no dia 13 de agosto de 2001 por Peter Kušnirák em Ondřejov.